# Saison 25 de South Park
Chronologie
Saison 24 Saison 26
La vingt-cinquième saison de la série télévisée d'animation américaine South Park est diffusée entre le 2 février 2022 et le 9 mars 2022 sur la chaîne américaine Comedy Central. La saison comporte 6 épisodes.

## Promotion
Pour célébrer le 25e anniversaire de la série, des reprises orchestrales des chansons de la série ont été jouées en direct de Broadway. La saison a été teasé par South Park Studios sur YouTube le 17 janvier 2022. Chaque semaine, un jour avant la diffusion d'un épisode, un extrait de l’épisode puis le titre y est révélé.

## Épisodes
| № | # | Titre                                                                          | Réalisation | Scénario    | Audiences (millions) | Première diffusion |
| --- | - | ------------------------------------------------------------------------------ | ----------- | ----------- | -------------------- | ------------------ |
| 312 | 1 | Journée pyjama Pajama Day                                                      | Trey Parker | Trey Parker | 0.84                 | 2 février 2022     |
| À la suite d'un manque de respect des élèves envers M. Garrison, le Principal PC révoque les privilèges de la journée pyjama de toute la classe. Cartman est complètement bouleversé par la punition, les élèves ne le supportent pas mais Principal PC refuse de flancher. Commentaire: Lors de sa première diffusion en France l'épisode a attiré 300.000 abonnés. Cet épisode a poursuivi la tradition de la série en abordant des thèmes contemporains avec son humour satirique caractéristique. |   |                                                                                |             |             |                      |                    |
| 313 | 2 | La Grande Réparation The Big Fix                                               | Trey Parker | Trey Parker | 0.66                 | 9 février 2022     |
| Randy veut collaborer avec les parents de Token car les plantations sans personnes noires sont moins populaires et donc, moins rentable. Stan, pendant ce temps-là, il apprend que Token ne s'appelle pas vraiment ainsi. À la suite de cela, il se croît inconsciemment raciste. |   |                                                                                |             |             |                      |                    |
| 314 | 3 | Citadins City People                                                           | Trey Parker | Trey Parker | 0.66                 | 16 février 2022    |
| La mère de Cartman devient agente immobilière, son fils, possessif, lui vole la vedette et les citadins se ramènent en masse à South Park. |   |                                                                                |             |             |                      |                    |
| 315 | 4 | Retour à la guerre froide Back to the Cold War                                 | Trey Parker | Trey Parker | 0.53                 | 2 mars 2022        |
| Après l'invasion russe de l'Ukraine en 2022, M. Mackey se prépare à une guerre nucléaire. De son côté, Butters doit faire face à un garçon russe en dressage. |   |                                                                                |             |             |                      |                    |
| 316 | 5 | Aidez-moi, mon ado me déteste ! Help, My Teenager Hates Me!                    | Trey Parker | Trey Parker | 0.62                 | 9 mars 2022        |
| Les enfants s'inscrivent à un atelier d'airsoft, ils sont séparés dans des groupes d'ados mais ne s'entendent pas avec eux. Ils sont irresponsables et presque psychopathes. Ils en ont marre et ne trouvent pas de solutions. |   |                                                                                |             |             |                      |                    |
| 317 | 6 | Authenti-shité spéciale Saint-Patrick Credigree Weed St. Patrick’s Day Special | Trey Parker | Trey Parker | 0.49                 | 16 mars 2022       |
| Butters est dévoué à la Saint-Patrick mais s'y retrouve piégé, Randy et son nouveau rival (le père de Tolkien) se disputent pour la meilleure marijuana spécial de Saint-Patrick. |   |                                                                                |             |             |                      |                    |

### Épisodes spéciaux
| No  | # | Titre français                       | Titre original                        | Première diffusion |
| --- | - | ------------------------------------ | ------------------------------------- | ------------------ |
| 318 | 1 | South Park The Streaming Wars        | South Park: The Streaming Wars        | 1er juin 2022      |
| 319 | 2 | South Park The Streaming Wars Part 2 | South Park: The Streaming Wars Part 2 | 13 juillet 2022    |